# جو غيرهارد
جو غيرهارد (بالإنجليزية: Joe Gerhardt)‏ هو لاعب كرة قاعدة أمريكي، ولد في 14 فبراير 1855 في واشنطن العاصمة في الولايات المتحدة، وتوفي في 11 مارس 1922 في ميدلتاون في الولايات المتحدة.

## وصلات خارجية
- جو غيرهارد على موقعبيزبول رفرنس.كوم (الدوري الرئيسي) (الإنجليزية)
- جو غيرهارد على موقعبيزبول رفرنس.كوم (الدوري الثانوي) (الإنجليزية)